# Valarie Allman
Valarie Carolyn Allman (Newark, 23 de fevereiro de 1995) é uma atleta norte-americana campeã olímpica do lançamento de disco.
Sem uma carreira de grande expressão internacional, com apenas uma medalha de prata no Campeonato Mundial Júnior de Atletismo de 2014 e um sétimo lugar no Campeonato Mundial de Atletismo de 2019, em Doha, Qatar, surpreendeu ao conquistar a medalha de ouro e tornar-se campeã olímpica em Tóquio 2020, superando a bicampeã olímpica Sandra Perkovic e a campeã mundial Yaime Pérez, de Cuba, com um lançamento de 68,98 m.
No Campeonato Mundial de Atletismo de 2022, disputado em Eugene, Estados Unidos, ficou com a medalha de bronze. Em Budapeste 2023, o Mundial seguinte, ficou com a medalha de prata.
Allman tornou-se bicampeã olímpica em Paris 2024 com um lançamento de 69,50 m.